# 伊良湖フラワーパーク
伊良湖フラワーパーク（いらごフラワーパーク）は、愛知県渥美郡渥美町（現・田原市）に存在した豊橋鉄道運営の観光施設。2005年閉園。

## 概要
伊良湖フラワーパークは、開演当時、渥美フラワーセンターとして、国庫および県の補助のもと、渥美町により完成された。豊橋鉄道が同町より委託を受けて、同社が経営していた。
ヨーロッパ風の花園をイメージした「フラワーパビリオン」、南国風温室の「トロピカルドーム」、球根ベゴニアが咲く「ベゴニア館」の3つのパビリオンや、芝生広場、西洋風大花壇などがあった。そのほか、喫茶店や花摘み体験ができる「花つみ園」、鉢植などを販売する「ショップ花岬」などもあった。
オープン当時は賑わっていたものの、年間来園者数は1993年度の332,000人をピークに、毎年減少に転じ2003年度には141,000人までに落ち込んだ。1994年度以降は営業収支が赤字となる事態となった。2000年代に入ってから三重県桑名市にオープンしたなばなの里や名古屋市港区にオープンした名古屋港ワイルドフラワーガーデン ブルーボネットといった観光施設に客層を奪われることとなった。入場者数減少に加え、施設の老朽化、2004台風23号による被害など、修理費用増加による経営圧迫もあり、2005年3月に閉園した。閉園時点での入場料は大人800円、小人400円であった。
「フラワーちゃん」と称するシンボルマスコットがあった。
跡地は「菜の花ガーデン」として整備され、毎年1月 - 3月に開催される渥美半島菜の花まつりのメイン会場として使われている。

## 歴史
- 1960年11月1日　仮開園[5]
- 1961年2月3日「渥美フラワーセンター」として開園[2][6]。
- 1976年3月16日　トロピカルハウス完成[5]
- 1977年3月　「シーサイドアスレティック」「小鳥の楽園」「木曽馬の広場」開設[5]
- 1980年代、学習院高等科時代の礼宮文仁親王が訪問[7]
- 1980年4月1日　「ベゴニア館」一般公開[5]
- 1988年3月19日　リフレッシュオープン[5]
- 1989年3月18日　第1回花トピアʻ89 IN ATSUMI開催[5]
- 1992年3月20日　「渥美フラワーセンター」から「伊良湖フラワーパーク」に改称[5]
- 2005年3月31日 閉園[8]。

## 交通アクセス
入園口の前に豊鉄バス「フラワーパーク」停（閉園後は「浜辺」に改称）があり、伊良湖支線と伊良湖しおさいロード号の2路線が乗り入れていたが、2006年10月に廃止された。
2019年現在、2・3月の土・日・祝日は道の駅伊良湖クリスタルポルトから無料シャトルバスが運行される。